# Madelyne Pryor
Madelyne Pryor egy kitalált szereplő a Marvel Comics képregényeiben. Első megjelenése az Uncanny X-Men 168. számban volt 1983 áprilisában. A szereplőt Chris Claremont író és Paul Smith rajzoló alkotta meg. Egyike azon kevés képregényszereplőnek, akinek a története gyakorlatilag szinte a kezdetektől haláláig követhető volt a Magyarországon megjelent X-Men képregényből. Madelyne első magyarországi megjelenése az X-Men első számában volt, 1992 júniusában.
Madelyne Pryor először csak mint mellékszereplő jelent meg a képregényben, és valódi szerepe sokáig nem tisztázódott. Megjelenése során múltjára retconokból derült fény, melyekben azonban ellentmondások is keletkeztek. Végül az X-Men egyik legveszélyesebb ellenfele vált belőle.

## Története
Madelyne Pryort Mr. Sinister Jean Grey klónjaként hozta létre, mert felfedezte a lány mutáns képességeiben rejlő lehetőségeket. A klón azonban sokáig nem akart öntudatra ébredni. Ez akkor változott meg, mikor a Hold Kék Terében a magát Jean Greynek kiadó Főnix-erő fel nem áldozta magát. Halandó teste halála után Főnix Erő rátalált a klónra, és a Jeantől lopott emlékekkel öntudatra ébresztette azt. Madelyne genetikailag ugyan Jeannel teljesen azonos volt, mutáns képességeivel azonban mégsem rendelkezett, ezért Mr. Sinister új tervet dolgozott ki. Tudta, hogy Scott Summers, vagyis az X-Man Küklopsz, Jean szerelme, nem fog tudni ellenállni halottnak hitt barátnője hasonmásának, és hogy a kettejük utóda valószínűleg a leghatalmasabb mutánsok egyike lesz. Ezért Madelyne-t hamis emlékekkel látta el. A Főnix által hozott emlékeket a tűzről és a pusztításról úgy alakította, hogy azok illeszkedjenek a hamis múlt emlékei közé. Eszerint Madelyne pilóta volt, és egy Boeing 747-sel tartott San Francisco felé mikor a gép lezuhant. Egyesül ő élte túl a szerencsétlenséget, ráadásul ez ugyanazon a napon történt mint amikor Jean (vagyis az őt megszemélyesítő Főnix Erő) meghalt a Holdon. Madelyne Küklopsz szüleinél helyezkedett el pilótaként Alaszkában és itt ismerkedett meg Scottal is.

### Szerelem és házasság
Madelyne a tudatalattijában lévő Főnix emlékei miatt sorsszerűen beleszeretett Scottba. Scott nem akarta becsapni Madelyne-t és elmondta neki, hogy mennyire hasonlít régi szerelmére. Scott végül bemutatta Madelyne-t az X-eknek és a két fiatal egyre közelebb került egymáshoz. Madelyne Jeanre való hasonlóságát kihasználva az Agymester megpróbálta elpusztítani az X-Men csapatát, de ez nem sikerült neki és Scott és Madelyne végül összeházasodtak és közel egy évre visszavonultak Alaszkába.
Valamivel később Scott és Madelyne éppen egy tudóscsoportot szállítanak az Északi-sarkra mikor egy ismeretlen erő elragadja őket és a csoport minden tagjának különleges képességeket kölcsönöz. Madelyne gyógyító erőt kap és felveszi a Fájdalomcsillapító (Anodyne) nevet. Mikor a keresésükre indult X-Men és Alfa Különítmény csapata rájuk találnak egy citadellában, Madelyne bemutatja újonnan szerzett képességeit és meggyógyítja a csapatok egyes tagjait, így Vadócot is, hogy puszta érintésre ne szívja magába mások tudatát. Mikor X Professzor telepatikusan letapogatta Madelyne agyát, hogy megbizonyosodjon róla, hogy nem állnak külső befolyás alatt, kiderült hogy Madelyne várandós. Később arra is fény derült, hogy az új képességek forrása a Tűzkút, mely hatását az egész világra ki fogja terjeszteni, természetfeletti képességeket kölcsönözve az embereknek, ugyanakkor megölve azokat akik már rendelkeznek mágikus erővel. A társaság egy része kész lenne meghozni ezt az áldozatot és harc alakul ki. Hamarosan kiderült, hogy a kút és a viszály forrása az asgárdi bajkeverő isten, Loki. Mikor Madelyne visszautasítja a képességeit, Loki zsarolni kezdi, hogy újra fogadja el. Ekkor megjelennek az asgardi főistenek és véget vetnek Loki cselszövésének. Az adományozott képességek elhagyják gazdáikat, a társaság pedig hazatér.
Nemsokára Moira MacTaggert hívására Scott visszatér az X-ekhez. Madelyne is átköltözik az X-ek birtokára, de Scott gyermekével várandósan magára marad, mivel férje és az X-ek Párizsba utaznak Magneto bírósági tárgyalására. Madelyne végül egyedül szüli meg fiát a birtokon, mielőtt az X-ek visszatértek volna. Úgy dönt, hogy visszatér fiával Alaszkába, Scottal vagy nélküle. Mivel Scott elveszti a X-ek vezetői posztjáért vívott harcot Vihar ellen, Madelynevel tart.
Scott és Madelyne visszatértek Alaszkába az Anchorage melletti házukba, de a kettejük kapcsolata egyre jobban megromlott. Nem sokkal ezután Scott telefonhívást kapott volt csapattársától, Angyaltól, miszerint Jean életben van, és nem halt meg, ahogyan azt eddig hitték. Scott anélkül, hogy bármit is elmondott volna Madelyne-nek elhagyta a családját és New Yorkba utazott. Mikor hosszas vívódás után Scott rávette magát, hogy felhívja Madelyne-t és mindent elmondjon neki, már nem tudta elérni őt.

### A Martalócok prédája
Hogy Madelyne el tudja tartani gyermekét, visszatért pilótának Scott nagyszüleinek repülőgéptársaságához, ami azóta már más birtokába került. Az apró vállalkozást Mr. Sinister vásárolta meg, és az volt a terve, hogy így szerzi meg Madelyne fiát, mint hosszú távú befektetése hozadékát. Erről Madelyne persze mit sem tudott. Mikor egy szállítmánnyal San Franciscóba kellett repülnie, Madelyne magával vitte fiát is. A repülőtéren már várták Mr. Sinister bérencei, a Martalócok, akiknek az volt a feladata, hogy likvidálják Madelyne-t és vegyék el tőle fiát. Madelyne azonban túlélte a támadást, bár életveszélyes állapotban szállították kórházba, ahol kómába esett és személyazonosságát nem tudták megállapítani. Madelyne később felébredt a kómából, de mivel Mr. Sinister minden adatot eltüntetett róla és gyermekéről, senki, beleértve a rendőrséget is, nem akart hinni Madelyne-nek.
Az X-ek éppen akkor találtak rá Madelyne-re mikor a Martalócok ismételten megpróbálták megölni a kórházban. A X-Men megmentette Madelyne-t, a Martalócok viszont azt hitték, sikerült végezniük vele, ezért visszavonultak. Madelyne teljesen összeomlott, amiért, látszólag az X-ek miatt, a Martalócok vadásznak rá, ráadásul még a fiát is elvették tőle. Scott, öccse, Alex megígérte Madelyne-nek, hogy az X-ek meg fogják védeni őt. Madelyne az X-ekkel tart, mikor azok Vihar megkeresésére indulnak Dallasba.

### A mutánsok végzete
Madelyne és az X-ek Dallasban először a kormány által támogatott Szabad Erővel kerültek összetűzésbe, majd miután a Csaló nevű démoni entitás elkezdte káoszba taszítani az egész várost. Mikor az X-ek behatoltak az Eagle Plazába, hogy megfékezzék a dimenziókapun keresztül beáramló démonokat, Madelyne is a csapattal tartott. Hogy a kaput bezárják kilenc önkéntesnek fel kellett adnia a lelkét, és ezzel az életét is. Az X-ek csak nyolcan voltak ezért Madelyne is a többiekkel tartott. Az X-ek és Madelyne tévékamerák előtt feláldozták magukat, hogy megmentsék a várost a teljes pusztulástól. Roma istennő azonban visszahozta őket az életbe, mivel a kaput nem szabad örökre lezárni, mivel a világnak időről időre szüksége van a káoszra. Roma visszaküldte az X-eket és Madelyne-t a Földre, de a világ továbbra is halottnak hitte őket.

### Út a kárhozat felé
A csapat egy ideig Los Angelesben húzta meg magát, majd egy elhagyatott ausztráliai kisvárosban rajtaütöttek a Hiénák nevű kiborg gyilkosokból álló bandára és elfoglalták azok főhadiszállását. Madelyne megpróbált hasznos tagja lenni a csapatnak, így ő kezelte és vizsgálta át Hiénák által hátrahagyott és most az X-ek által birtokba vett bázis számítógéprendszerét. Egyszer véletlenül meglátott egy tévéinterjút ami az X-Faktor nevű csapattal készült. Madelyne azonnal felismerte, hogy a csapat vezetője férje, Scott. Scott mellett pedig régi szerelme, a halottnak hitt Jean Grey állt. Madelyne haragjában, hogy férje Jean miatt hagyta el őt és fiát, összetörte a számítógép kijelzőjét, és az ezt követő kisebb robbanástól eszméletét vesztette. Míg eszméletlen volt lidércnyomás gyötörte, melyben a S’ym nevű démon megkereste őt. S’ym különböző sorsokat mutatott Madelyne-nek és arra kérte, hogy válasszon. Madelyne azt hitte, hogy csak álmodik, így haragjában a „bosszút” választott, és így eladta lelkét a démonnak.
Madelyne ezután tudatosan szűrni kezdte az X-ekhez az X-Faktorról eljutó információkat, hogy úgy állítsa be őket mint mutáns-vadászokat.
Később Madelyne ismét beállt pilótának. Mikor egy fiatal doktornőt szállított néhány genoshai ügynök támadt rájuk akit el akart rabolni. Madelyne-nek még sikerült rádión segítséget kérnie, de mire Vadóc és a többi X-Men odaértek, a doktornőt és Madelynet már Genoshára teleportálták. Genoshában Madelyne-t éppen vizsgálatnak akarták alávetni, mikor N’astirh megjelent az egyik monitoron, de mivel látta, hogy Madelyne „elfoglalt”, azt mondta, hogy majd később visszahívja. A következő fázisban megpróbálták átmosni Madelyne agyát, de ekkor egy robbanás a vizsgálószobában mindenkivel végzett, kivéve Madelyne-t. Az őt vizsgáló telepata agylenyomatában Madelyne már mint a „Koboldkirálynő” jelent meg, de a későbbi kihallgatás során Madelyne az egészből semmire sem emlékezett, de már ekkor kezdtek rajta mutatkozni a változás jelei. Madelyne egyedül kiszabadult a cellájából, és a segítségére siető X-ek már az épület egy másik részében találtak rá. A csapat hazatért Ausztráliába, Alex és Madelyne pedig egyre közelebb kerültek egymáshoz.

### Infernó
Madelyne egyességet köt N’astirhel, aki megígéri neki, hogy megkeresi elrabolt fiát. Eközben N’astirh mágiájának hatására New Yorkon kezd testet ölteni az Infernó hatása. Madelyne, már mint a Koboldkirálynő, felkeresi az eddig halottnak hitt Jean Grey sírját és haragjában elpusztítja a sírkövet. Jean szülei is éppen a temetőben voltak és összetévesztették Madelyne-t a lányukkal, aki erre még nagyobb haragra gerjedt és átváltoztatta őket démonokká. Ekkor megjelent N’astirh és azt mondta megtalálta a keresett gyermeket. Madelyne és N’astirh a nebraskai árvaházba teleportálnak, azonban a gyermeket azóta már a démonok elrabolták, Madelyne pedig Mr. Sinister fogságába esik, N’astirh pedig magára hagyta.
Mr. Sinister elmondja Madelyne-nek, hogy őt valójában ő teremtett, hogy csak egy klón amit Jean Grej szövetmintájából hozott létre. Madelyne nem akart hinni neki és emlékeket kezdett felidézni a gyermekkorából, ám erről kiderült, hogy valójában Jean Grey emlékei. Mikor Madelyne-ben tudatosult, hogy csak ki kihasználták és hogy az egész életet egy színjáték volt, haragja akkorára nőtt, hogy képes volt kiszabadulni Mr. Sinister csapdájából. N’astirh is visszatért és átadta Madelyne-nek a fiát.
N'astirh rávette rávette Madelyne-t, hogy áldozza fel gyermekét, hogy ezzel biztosítsa a démonok uralmát a Földön. Madelyne beleegyezett, mivel ezzel fájdalmat okozhat annak a két embernek akit a legjobban gyűlöl; Mr. Sinisternek, aki egész életén át manipulálta, és a férjének, aki elárulta őt. Madelyne úgy rendezte, hogy az X-Men és a férje, Scott által vezetett X-Faktor találkozzanak az Infernó sújtotta Manhattanben. Madelyne úgy tett mintha Scott el akarná tőle rabolni a fiát. Az X-Men csapata, aki Madelyne miatt azt hitte, hogy az X-Faktor tagjai mutánsokra vádásznak, rátámadt az X-Faktorra. Az X-Faktor tagjai, abban a tudatban, hogy az X-Men tagjai Dallasban meghaltak, azt hitték, hogy a támadók valójában démonok.
Kihasználva viszályt Madelyne elhagyta a helyszínt, hogy az átalakult Empire State Buildingen bemutassa az áldozatot. Alex, aki időközben beleszeretett Madelyne-be követte őt, és azt is vállalta, hogy mint Koboldkirály elfoglalja a trónt Madelyne mellett.

#### Végjáték
A két csapat végül fegyverszünetet kötött, hogy megállítsák a várost elárasztó démonokat. N’astirht sikerült elpusztítaniuk, Madelyne viszont a két csapat tagjait ismét egymás ellen uszított, majd magát és Jean-t egy erőtérbe zárta. A kettejük közötti párbaj során Madelyne minden erejét felélte, és Jean-t is magával akarta rántani a halálba. Ez azonban nem sikerült neki, mivel a Főnix Erőnek a darabaj, mely öntudatot adott neki elhagyta testét és ismét egyesült Jean-nel. Jean a Főnix Erővel együtt átörökölte Madelyne emlékeit is. Mindenek ellenére amit tett, az X-ek nem hibáztatták Madelyne-t, hiszen ő maga is csak Mr. Sinister egyik áldozata volt.
Mr. Sinister telepatikusan megpróbálta elpusztítani Jeant, ezért a csapat néhány tagja Psziché segítségével belépett Jean agyába, ahol találkoztak Madelyne-vel. Madelyne először nem akart segíteni, mivel már amúgy is halott volt, és így Jean-en is bosszút állhatott volna. Viharnak azonban sikerült felnyitnia Madelyne szemét, és a nő utolsó cselekedeteképpen, visszaverte Mr. Sinister telepatikus támadását.

## Képességei
Madelyne Jean Grey klónja volt, ennek megfelelően genetikailag teljesen azonos vele. Ennek ellenére Madelyne nem rendelkezett sem Jean telepatikus sem telekinetikus erejével.
Madelyne egy rövid ideig gyógyító képességekkel rendelkezett, melyeket Loki kölcsönzött a számára.
Még mielőtt Madelyne Koboldhercegnővé változott volna is rendelkezett emberfeletti képességekkel. Ezek a képességek valószínűleg a Főnix Erőtől származtak, mely öntudatot adott Madelyne-nek. Miután átváltozott Koboldkirálynővé számos szuperképességre szert tett; így képes volt repülni, energiacsapást kibocsátani, erőteret létrehozni, telekinetikát alkalmazni és teleportálni is, valamint másokat démonokká változtatni.

## Más változatai

### Marvel Mangaverzum
Az X-Men: Phoenix – Legacy of Fire című történetben Madelyne Pyre, a Pyre klán tagjaként őrzi a nagy hatalmú „Főnix kardot”. Emellett az a feladta, hogy kiképezze a kard következő őrzőjét, a húgát, Jena-t.

## Claremont eredeti szereplőterve
Chris Claremont egy interjúban azt nyilatkozta, hogy egészen más tervei voltak a szereplővel, mikor megalkotta azt. Az eredeti változat szerint Madelyne és Scott visszavonultak volna Alaszkába és „boldogan életek volna amíg meg nem halnak”. Scott tartalékos állományba vonult volna és csak kivételes alkalmakkor tért volna vissza a sorozatba. Ezzel mintegy átlépteti a szereplőt a „valódi” világba, aki megházasodik, gyermekei születnek, egyszóval felnő. Jean feltámadása azonban lerombolta ezt a koncepciót. Scott elhagyta a gyermekét és a feleségét. Ezzel merült fel a kérdés, hogy mit kezdjenek Madelyne-nel, aki mintegy kolonccá vált a sorozatban akitől meg kell szabadulni.

## Tények és érdekességek
- A képregényben a Madelyne és Jean Grey közötti kapcsolat eredetileg csupán az Agymester bosszújának a terméke volt, miszerint meg akarta győzni az X-eket, hogy Madelyne a Főnix reinkarnációja. Ezzel azt akarta elérni, hogy az X-ek öljenek meg egy ártatlan embert. Az, hogy Madelyne Jean klónja, csak egy évekkel későbbi retconból derült ki, mely ugyanakkor figyelmen kívül hagyja azt a tényt, hogy Madelyne szülei korábban szerepeltek a képregényben.
- Madelyne kitalált repülőgép-szerencsétlensége napján, 1980. szeptember 1-jén a valóságban nem történt hasonló esemény. Ezzel szemben másfél hónappal később a Korean Air egyik Boeing 747-es járata valóban lezuhant Szöulban leszállás közben.[18]
- Az Avengers Annual 10. számában, egy szintén Chris Claremont által készített képsorban, feltűnt egy Maddy Pryor nevű kislány. Ugyanaz a kislány ismételten megjelenik a genoshai agylenyomat-felvételen az Uncanny X-Men 238. számában (magyarországi kiadás: X-Men #27), melyben ugyanazt a ruhát viseli és szinte ugyanazokat a sorokat ismétli meg, mint korábban.
- Az előbb említett kislány, Maddie Pryor, és a később megjelent Madelyne Pryor között a rajongók sokáig próbáltak kapcsolatot találni. A vitáknak egy Claremonttal készített interjú vetett véget melyben elmondta, hogy az Avengers Annual-ban szereplő kislányt egyik kedvenc énekesnőjéről, Maddy Priorról, a Steeleye Span nevű együttes egyik énekeséről nevezte el, és hogy a két képregény-szereplőnek semmi köze sincs egymáshoz.[19]
Az agynyomat-felvételen a kislány a Steeleye Span „Gone to America” (Amerikába mentem) című dalát dúdolja. A felvételt figyelő szereplők párbeszédében pedig ez hangzik el a dal kapcsán: „–Van jelentősége? – Ki tudja?” A válasz; van. Claremont ezze is egy kis humoros utalást rejtett a sorok közé.

## Külső hivatkozások
- Madelyne Pryor a ComicVine.com oldalain